# Aguaplano
Aguaplano è il settimo album in studio del cantautore italiano Paolo Conte, pubblicato dalla CGD nel 1987.

## Il disco
Testi, musica e illustrazione di copertina del CD (doppio) sono di Paolo Conte.
In Germania i due volumi vennero pubblicati separatamente: nel 1987 venne pubblicato il primo disco con lo stesso titolo dell'album doppio, ossia Aguaplano; nel 1989 venne pubblicato il secondo con il titolo Jimmy, ballando, e un diverso ordine dei brani.
Baci senza memoria è la rielaborazione del brano Non Piangere scritto per Gabriella Ferri e pubblicato nell'album Gabriella del 1981.

## Tracce
CD 1
1. Aguaplano - 4:11
2. Baci senza memoria - 3:18
3. Languida - 2:17
4. Paso doble - 2:58
5. Dopo le sei - 3:27
6. Max - 3:45
7. Blu notte - 4:48
8. La negra - 2:47
9. Hesitation - 3:48
10. Ratafià - 3:01
11. Nessuno mi ama - 4:41

CD 2
1. Midnight's knock out - 4:34
2. Anni - 3:30
3. Spassiunatamente - 4:02
4. Non sense - 3:03
5. Les tam-tam du Paradis - 3:27
6. Amada mia - 3:16
7. Recitando - 4:06
8. Gratis - 3:29
9. Troppo difficile - 3:19
10. Jimmy, ballando - 4:20

## Formazione
- Paolo Conte – voce, pianoforte, kazoo
- Marco Canepa – programmazione
- Nando Francia – fisarmonica
- Ares Tavolazzi – chitarra, basso, contrabbasso
- Ellade Bandini – batteria
- Jimmy Villotti – chitarra elettrica
- Marie-Françoise Pélissier – violoncello
- Stefano Pastor – violino
- Antonio Marangolo – sassofono tenore, sassofono soprano, sintetizzatore
- Paolo Tocco – clarinetto
- Cristina Rossi, Holly Pearson – cori